# Dickleburgh
Dickleburgh – wieś w Anglii, w hrabstwie Norfolk, w dystrykcie South Norfolk. Leży 27 km na południe od Norwich i 134 km na północny wschód od Londynu.
Miejscowość liczy 2623 mieszkańców.